# كاشف بتاسيس
كاشف بِتاسيس هو مركب تيتانيوم عضوي صيغته المجملة C12H16Ti، ويوجد على هيئة صلب برتقالي اللون. ينسب هذا الكاشف الكيميائي إلى مكتشفه العالم نيكوس بتاسيس Nicos A. Petasis.
يتألف هذا المركب بنيوياً من ذرة تيتانيوم مركزية، يرتبط بها مجموعتان من أنيون حلقي البنتاديينيل ومجموعتان من الميثيل؛ بالتالي فهو ثنائي ميثيل التيتانوسين.

## التحضير
يحضر المركب من تفاعل ثنائي كلوريد التيتانوسين مع ميثيل الليثيوم أو كلوريد ميثيل المغنيسيوم:

## الخواص
على العكس مما يحدث في تفاعل فيتيغ فإن كاشف بتاسيس يتفاعل مع عدد كبير من الألدهيدات والكيتونات والإسترات.

## الاستخدامات
يشترك كاشف بتاسيس مع كاشف تيبي في آلية التفاعل أثناء مثيلة المركبات الكربونيلية، إذ يتشكل المركب الفعال Cp2TiCH2 في الموقع عند التسخين. في تلك الظروف يتفاعل ذلك المركب الكربيني للتيتانيوم مع الكربونيل، ليتشكل مركب وسطي والذي يحرر المركب الألكيني الطرفي.